# Makrigialos
Makrygialos falu Görögországban, a Piería prefektúra déli részén található, Paralia üdülővárostól északra, az Égei-tenger partján. 
A helyiek elsődleges pénzforrása a turizmus mellett a dohány-, gyapot-, és a kivitermesztés. A halászat és a kagylótenyésztés a városhoz kapcsolódó területeken jelentős, mivel a falu turizmusa nem elég nagy ahhoz, hogy megélhessen belőle. A kagylótenyésztés miatt a telepek körül a víz meglehetősen zavaros, viszont még így is élvezhető. A víz tisztaságát kék zászlóval is elismerték.

## Látnivalók
A falutól két kilométerre található egy sólepárló és egy flamingótelep is, amely a turisták számára ajánlott úticélként szerepel.

## Külső hivatkozások
- Makrigialos részletes ismertető